# Omloop van het Waasland 1989
 De 25e editie van de Belgische wielerwedstrijd Omloop van het Waasland werd georganiseerd op 19 maart 1989. De start en finish vonden plaats in Kemzeke. De winnaar was Frank Pirard, gevolgd door Jan Bogaert en Eddy Schurer.

## Uitslag
| Omloop van het Waasland 1989 |              |                             |         |
| Plaats                       | Naam         | Ploeg                       | Tijd    |
| Winnaar                      | Frank Pirard | Histor-Sigma-Diamant        | 4u42'0" |
| 2                            | Jan Bogaert  | La William-Fondua-Euroclean | z.t.    |
| 3                            | Eddy Schurer | TVM-Ragno-Van Schilt        | z.t.    |

1965 · 1966 · 1967 · 1968 · 1969 · 1970 · 1971 · 1972 · 1973 · 1974 · 1975 · 1976 · 1977 · 1978 · 1979 · 1980 · 1981 · 1982 · 1983 · 1984 · 1985 · 1986 · 1987 · 1988 · 1989 · 1990 · 1991 · 1992 · 1993 · 1994 · 1995 · 1996 · 1997 · 1998 · 1999 · 2000 · 2001 · 2002 · 2003 · 2004 · 2005 · 2006 · 2007 · 2008 · 2009 · 2010 · 2011 · 2012 · 2013 · 2014 · 2015 · 2016 · 2017 · 2018 · 2019 · 2020 · 2021 · 2022 · 2023 · 2024